# Коксэу-Сабрах
Коксэу-Сабрах — найманский военачальник, живший во второй половине XII — начале XIII века. Имя Коксэу, означающее, согласно одной из версий, «боль груди», он получил за свой громкий голос.

## Биография
Первоначально Коксэу-Сабрах состоял на службе у хана Инанча, однако после его смерти около 1198 года, когда государство найманов разделилось на две части, управляемые его сыновьями Буюрук-ханом и Таян-ханом, остался с последним. Вскоре после этого, зимой того же года (по другим источникам, это произошло четырьмя годами позднее) против Буюрук-хана совместными силами выступили Чингисхан и его союзник, кереитский правитель Ван-хан, и разбили того у озера Кишилбаш. Остатки войск Буюрука бежали к Таян-хану, и вскоре отряд под командованием Коксэу-Сабраха загородил победителям путь назад. Хотя монголы договорились дать сражение на следующий день, ночью Ван-хан решил скрыться, надеясь, что найманы обрушат основной удар на Чингисхана. Однако наутро Коксэу-Сабрах, вопреки ожиданиям кереитского хана, пустился преследовать не Чингиса, а его самого; напав на кочевье кереитов, Коксэу-Сабрах разграбил людей Ван-хана и угнал в плен его семью. Дать найманам отпор попытался сын Ван-хана Нилха-Сангум, однако в ходе сражения его лошадь ранили, а сам он едва не был схвачен; только пришедшие на помощь кереитам воины Чингисхана смогли отразить нападение найманов и прогнать их в свои земли.
В дальнейшем Ван-хану, потерпевшему поражение уже в борьбе со своим бывшим союзником, снова пришлось столкнуться с найманами, однако, неузнанный, он был убит на границе одним из нукеров Таян-хана; узнав о случившемся и не желая допустить возвышения Чингисхана, Таян задумал выступить против монгольского владыки. Коксэу-Сабрах, в то время командовавший найманскими войсками, стал отговаривать Таяна, однако тот, не желая слушать ничьих советов, принял решение наступать. Летом 1204 года найманы встретились с войсками Чингисхана у горы Наху-гун и в ожесточённой битве потерпели полное поражение, а Таян-хан погиб; судьба же Коксэу-Сабраха остаётся неизвестной.

## В культуре
Коксэу-Сабрах стал персонажем романа Исая Калашникова «Жестокий век» (1978).